# Антипризма

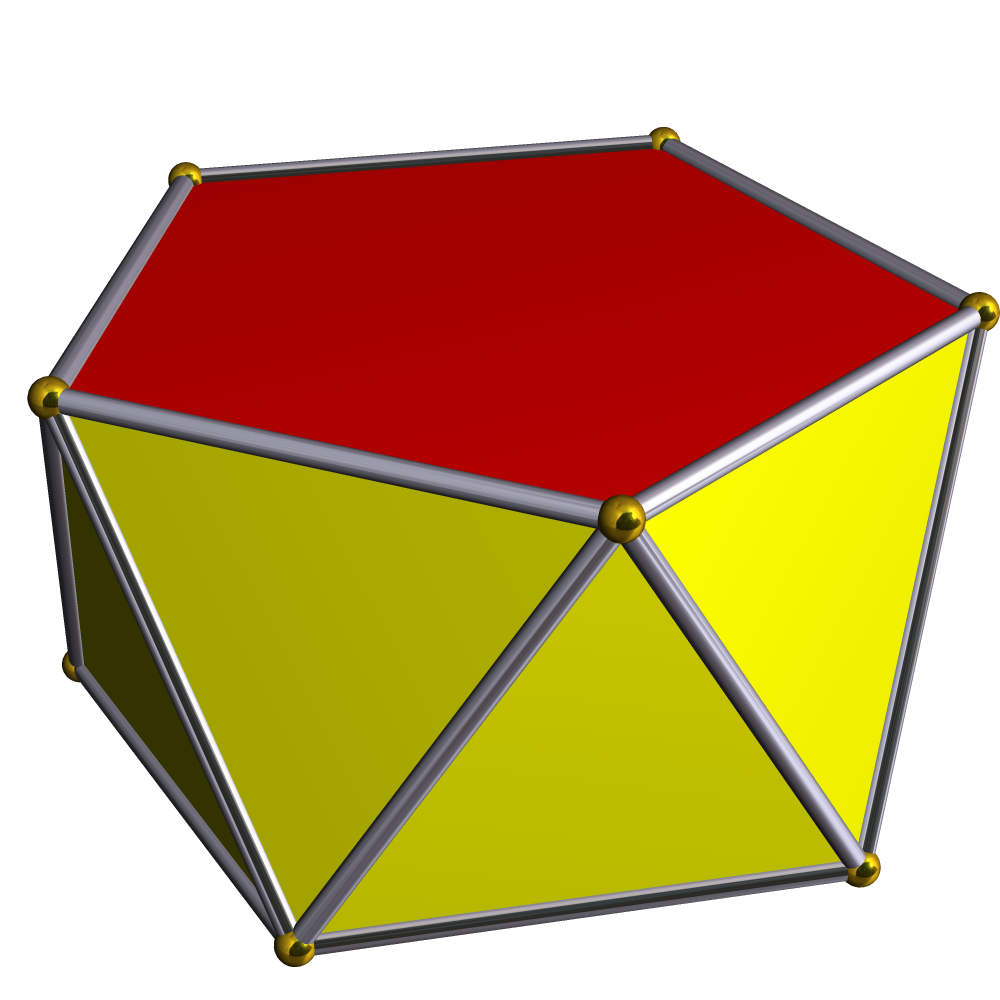
Правильна антипризма з п'ятикутною основою

Антипри́зма (англ. antiprism) — призматоїд, у якого дві паралельні грані (основи) — рівні між собою многокутники з n вершинами (n-кутники), а решта 2n граней (бокові грані) — трикутники, що поперемінно спрямовані вершинами до однієї і та до іншої основ. Якщо основами антипризми є правильні n-кутники а у гранях — рівносторонні трикутники то така антипризма є правильною і належить до напівправильних многогранників.

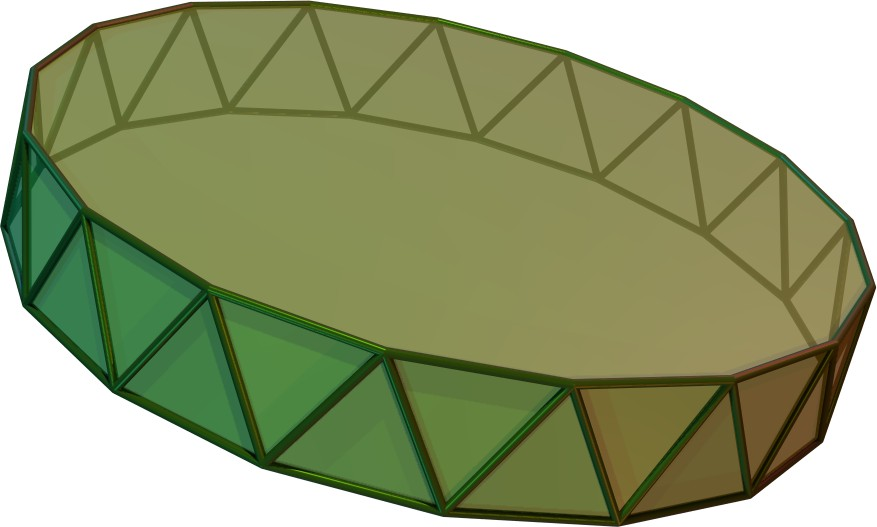
Антипризма на основі правильного 17-кутника

Антипризми іменують за числом вершин многокутника, що лежить в основах: трикутна антипризма (для випадку правильної — октаедр), квадратна антипризма (для випадку правильної — антикуб), п'ятикутна антипризма і т. д.
Октаедр є правильною антипризмою з трикутними основами. Ікосаедр може бути складений з п'ятикутної правильної антипризми і двох правильних п'ятикутних пірамід.

## Антипризма у декартовій системі координат
Декартові координати вершин антипризми з правильним n-кутником в основі й правильними трикутниками у бокових гранях
{\displaystyle \left(\cos {\frac {k\pi }{n}},\sin {\frac {k\pi }{n}},(-1)^{k}h\right)}
де k цілі числа від 0 до 2n−1;
{\displaystyle h={\sqrt {\frac {\cos {\frac {\pi }{n}}-\cos {\frac {2\pi }{n}}}{2}}}.}

## Об'єм і площа поверхні
Нехай a — довжина ребра правильної антипризми. Тоді її об'єм обчислюється за формулою:
{\displaystyle V={\frac {n{\sqrt {4\cos ^{2}{\frac {\pi }{2n}}-1}}\sin {\frac {3\pi }{2n}}}{12\sin ^{2}{\frac {\pi }{n}}}}\;a^{3},}
а площа поверхні за формулою:
{\displaystyle S={\frac {n}{2}}(\cot {\frac {\pi }{n}}+{\sqrt {3}})a^{2}.}
| Многогранник     |         |         |         |         |         |         |         |         |          |          |          | ...            |         |
| Сферична мозаїка |         |         |         |         |         |         |         |         |          |          |          | Плоска мозаїка |         |
| Конфігурація     | 2.3.3.3 | 3.3.3.3 | 4.3.3.3 | 5.3.3.3 | 6.3.3.3 | 7.3.3.3 | 8.3.3.3 | 9.3.3.3 | 10.3.3.3 | 11.3.3.3 | 12.3.3.3 | ...            | ∞.3.3.3 |